# Цуругісан-Мару
Цуругісан-Мару (Tsurugisan Maru) — транспортне судно, яке під час Другої світової війни брало участь у операціях японських збройних сил в архіпелазі Бісмарка.
Судно спорудили у 1905 році як SS Norfolk Range на верфі Irvine's Shipbuilding & Drydock у Сандерленді на замовлення компанії Bolam F. W. — Neptune Steam Navigation.
З 1913-го воно належало Seager W. H. & Co. та було перейменоване у SS Campus, а в 1919-му на короткий час перейшло до Hugh Hogarth & Sons. Того ж року власником стала компанія Williams E. L. & F. P., яка присвоїла судну нову назву SS Marshal Plumer. З 1921 по 1924 роки його під назвою SS Brookway використовувала Williams Bros.
У підсумку судно продали японській компанії Awanokuni Kyodo Kisen, після чого воно отримало своє останнє найменування Цуругісан-Мару.
Наприкінці грудня 1942-го судно перебувало в Рабаулі — головній передовій базі японців у архіпелазі Бісмарка, з якої провадились операції на Соломонових островах та сході Нової Гвінеї. 27 грудня на це місто здійснили наліт бомбардувальники B-17 «Літаюча фортеця», які потопили Цуругісан-Мару.